# Acalypha infesta
Acalypha infesta är en törelväxtart som beskrevs av Eduard Friedrich Poeppig. Acalypha infesta ingår i släktet akalyfor, och familjen törelväxter. Inga underarter finns listade i Catalogue of Life.